# François-Armand de Rohan-Guéméné
François-Armand de Rohan (né en 1682 et mort en 1717), dit de Guéméné, prince de Montbazon, est un militaire français de l’Ancien Régime, colonel du régiment de Picardie au début du XVIIIe siècle.

## Biographie

### Famille
François-Armand de Rohan-Guéméné est né le 1er décembre 1682, fils aîné de  Charles III de Rohan-Guéméné et de son épouse Charlotte Élisabeth de Cochefilet (1657-1719).
Le 28 juin 1698, il épouse Louise-Julie de La Tour d'Auvergne,, dont il a un fils, Charles Jules (1700-1703).
Le 26 juin 1717, il meurt sans postérité. Son frère cadet, Hercule Mériadec, lui succède comme prince de Montbazon. Sa dépouille repose au couvent des Feuillants à Paris. Sa veuve loge au château de Versailles et chez son frère Louis Henri de La Tour d'Auvergne à l’hôtel d’Évreux.

### Carrière militaire
Il prend les armes dans le régiment de Picardie, y sert les armées du roi, d’abord comme brigadier.

Il reçoit le 5 juin 1702 l'agrément du roi pour être colonel du régiment de Picardie. Le roi fait part du bien qu'il pense de sa famille, c'est à cette occasion qu'est écrite l'épigramme : 

« Partez Prince, joignez vos genereux soldats, ils attendent pour vaincre à marcher sur vos pas, ils vous suivront partout. C'est l'auguste présage qu'a formé devant vous l'invincible Louis pour espérer de vous des exploits inouïs ? Digne sang des Rohans, en faut il davantage ? »

Il est cité pour avoir servi à la bataille d'Audenarde (1708) et fait le siège de Landau (1713).